# The Siren
The Siren – dwunasty singel grupy Nightwish wydany po sukcesie albumu Once.

## Lista wydawnictw

### Finlandia(2005) /Spinefarm
1. "The Siren (edit)"
2. "The Siren (album version)"
3. "The Siren (live)"
4. "Kuolema Tekee Taiteilijan (live)"

### Europa(2005) /Nuclear Blast
1. "The Siren (edit)"
2. "The Siren (album version)"
3. "The Siren (live)"
4. "Symphony of Destruction (live)"
5. "Kuolema Tekee Taiteilijan (live)"